# Simia
Em seu Systema Naturae de 1758, Carlos Lineu dividiu a Ordem Primatas dentro de Mammalia em quatro gêneros: Homo, Simia, Lemur e Vespertilio. Seu Vespertilio incluía todos os morcegos e, desde então, foi transferido de primatas para quirópteros. Homo continha humanos, Lemur continha quatro lêmures e um colugo e Simia continha todo o resto - era, em termos modernos, um wastebasket taxon (é um termo usado por alguns taxonomistas para se referir a um táxon que tem o único propósito de classificar organismos que não se encaixam em qualquer outro lugar) para os primatas. Lineu não achava que Homo devesse formar um grupo distinto de Simia, classificando-os separadamente principalmente para evitar conflito com autoridades religiosas. Se isso for levado em consideração, Simia (incluindo Homo) seria aproximadamente equivalente à Subordem Haplorrhini dos Primatas (enquanto Lemur seria aproximadamente equivalente à Subordem Strepsirrhini).
Homo, Lemur e Vespertilio sobreviveram como nomes genéricos, mas Simia não. Todas as espécies foram transferidas para outros gêneros e, em 1929, a Comissão Internacional de Nomenclatura Zoológica determinou em seu parecer 114 que Simia fosse suprimido. O gênero Simias é distinto e permanece válido, contendo uma única espécie, o Simias concolor.

## Gênero
O gênero Simia original passou a incluir estas espécies:
| Gênero moderno                                                | Nome científico original           |
| ------------------------------------------------------------- | ---------------------------------- |
| Carlito Groves and Shekelle, 2010                             | Simia syrichta Linnaeus, 1758      |
| Callithrix Erxleben, 1777                                     | Simia argentata Linnaeus, 1771     |
| Callithrix Erxleben, 1777                                     | Simia jacchus Linnaeus, 1758       |
| Leontopithecus Lesson, 1840                                   | Simia rosalia Linnaeus, 1766       |
| Saguinus Hoffmannsegg, 1807                                   | Simia leonina Humboldt, 1806       |
| Saguinus Hoffmannsegg, 1807                                   | Simia midas Linnaeus, 1758         |
| Saguinus Hoffmannsegg, 1807                                   | Simia oedipus Linnaeus, 1758       |
| Cebus Erxleben, 1777                                          | Simia albifrons Humboldt, 1812     |
| Cebus Erxleben, 1777                                          | Simia capucina Linnaeus, 1758      |
| Cebus Erxleben, 1777                                          | Simia apella Linnaeus, 1758        |
| Cebus Erxleben, 1777                                          | Simia fatuellus Linnaeus, 1766     |
| Saimiri Voigt, 1831                                           | Simia sciurea Linnaeus, 1758       |
| Alouatta Lacépède, 1799                                       | Simia belzebul Linnaeus, 1766      |
| Alouatta Lacépède, 1799                                       | Simia seniculus Linnaeus, 1766     |
| Ateles É. Geoffroy, 1806                                      | Simia paniscus Linnaeus, 1758      |
| Lagothrix É. Geoffroy, 1812                                   | Simia lagotricha Humboldt, 1812    |
| Pithecia Desmarest, 1804                                      | Simia pithecia Linnaeus, 1766      |
| Chiropotes Lesson, 1840                                       | Simia chiropotes Humboldt, 1812    |
| Callicebus Thomas, 1903                                       | Simia lugens Humboldt, 1812?       |
| Callicebus Thomas, 1903                                       | Simia personatus É. Geoffroy, 1812 |
| Chlorocebus Gray, 1870                                        | Simia aethiops Linnaeus, 1758      |
| Chlorocebus Gray, 1870                                        | Simia sabacea Linnaeus, 1766       |
| Cercopithecus Linnaeus, 1758 (named as a subsection of Simia) | Simia cephus Linnaeus, 1758        |
| Cercopithecus Linnaeus, 1758 (named as a subsection of Simia) | Simia diana Linnaeus, 1758         |
| Cercopithecus Linnaeus, 1758 (named as a subsection of Simia) | Simia faunus Linnaeus, 1758        |
| Cercopithecus Linnaeus, 1758 (named as a subsection of Simia) | Simia nictitans Linnaeus, 1766     |
| Macaco Lacépède, 1799                                         | Simia aygula Linnaeus, 1758        |
| Macaco Lacépède, 1799                                         | ?Simia cynamolgos Linnaeus, 1758   |
| Macaco Lacépède, 1799                                         | ?Simia cynomolgus Linnaeus, 1766   |
| Macaco Lacépède, 1799                                         | Simia inuus Linnaeus, 1766         |
| Macaco Lacépède, 1799                                         | Simia sylvanus Linnaeus, 1758      |
| Macaco Lacépède, 1799                                         | Simia nemestrina Linnaeus, 1766    |
| Macaco Lacépède, 1799                                         | Simia silenus Linnaeus, 1758       |
| Macaco Lacépède, 1799                                         | Simia sinica Linnaeus, 1771        |
| Papio Erxleben, 1777                                          | Simia hamadryas Linnaeus, 1758     |
| Papio Erxleben, 1777                                          | Simia cynocephalus Linnaeus, 1766  |
| Mandrillus Ritgen, 1824                                       | Simia sphynx Linnaeus, 1758        |
| Mandrillus Ritgen, 1824                                       | Simia maimon Linnaeus, 1766        |
| Pygathrix É. Geoffroy, 1812                                   | Simia nemaeus Linnaeus, 1771       |
| Orangotango Lacépède, 1799                                    | Simia pygmaeus Linnaeus, 1760      |
| Orangotango Lacépède, 1799                                    | Simia satyrus Linnaeus, 1758       |
| Chimpanzé Oken, 1816                                          | Simia satyrus Linnaeus, 1758       |
| Chimpanzé Oken, 1816                                          | Simia troglodytes Blumenbach, 1775 |
| (unknown)                                                     | Simia apedia Linnaeus, 1758        |
| (unknown)                                                     | Simia morta Linnaeus, 1758         |
| (unknown)                                                     | Simia trepida Linnaeus, 1766       |
| (unknown)                                                     | Simia veter Linnaeus, 1766         |